# Königsbach-Stein
Königsbach-Stein ist eine Gemeinde im Enzkreis in Baden-Württemberg.

## Geographie

### Geographische Lage
Königsbach-Stein liegt etwa zwölf Kilometer nordwestlich der Kreisstadt Pforzheim und etwa 20 km östlich von Karlsruhe zwischen Kraichgau und Nordschwarzwald in 177 bis 330 Metern Höhe.

### Nachbargemeinden
Als Nachbargemeinden sind (von Norden aus im Uhrzeigersinn beginnend) Pfinztal, Walzbachtal, Bretten, Neulingen, Eisingen, Kämpfelbach und Remchingen zu nennen.

### Gemeindegliederung
Die Gemeinde Königsbach-Stein besteht aus den beiden ehemaligen Gemeinden Stein und Königsbach. Zur ehemaligen Gemeinde Stein gehört das Dorf Stein und das Gehöft Heimbronner Hof, kurz Heimbronn. Zur ehemaligen Gemeinde Königsbach gehören das Dorf Königsbach, der Johannesthaler Hof sowie der Weiler Trais.

## Geschichte

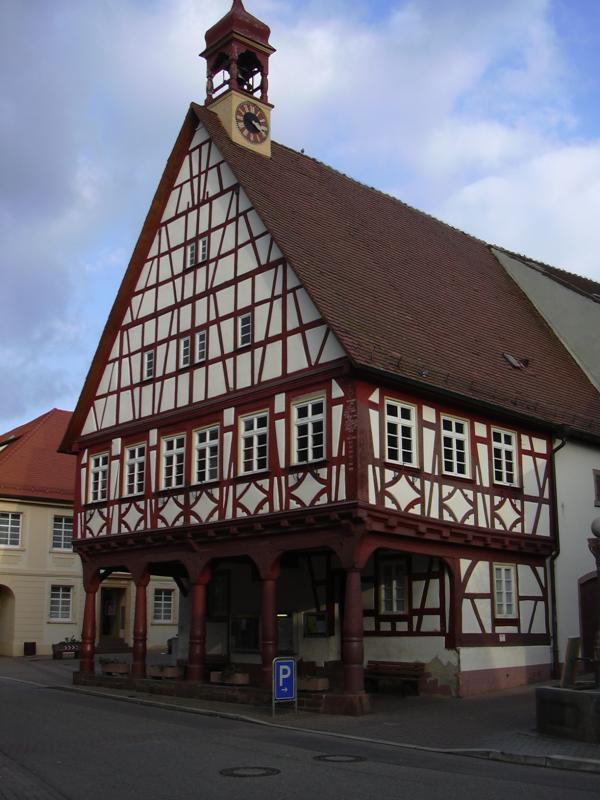
Altes Rathaus in Stein

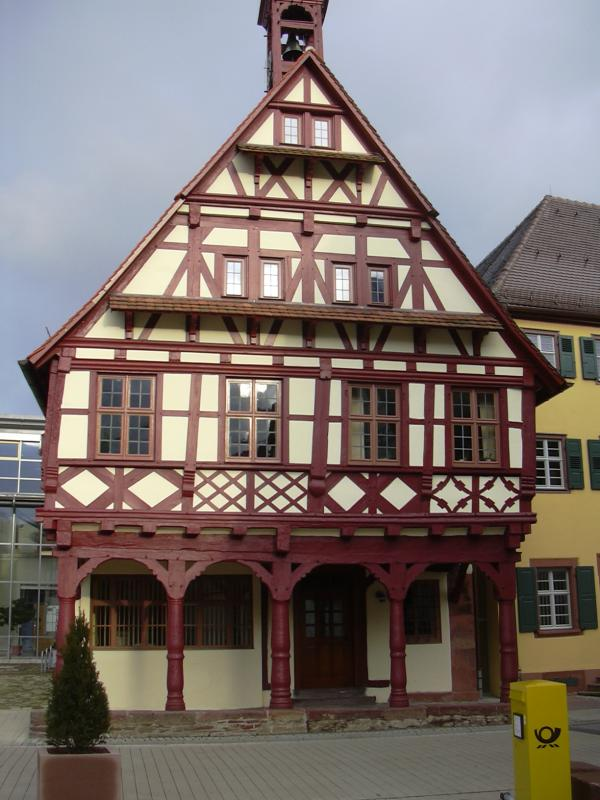
Altes Rathaus in Königsbach

### Anfänge
Das heutige Gemeindegebiet war seit ca. 500 v. Chr. gesichert besiedelt. Sowohl im Ortsteil Stein als auch auf Königsbacher Gemarkung finden sich Spuren römischer Besiedlung.

### Stein
Der Ort Stein wurde im Jahre 1150 erstmals urkundlich erwähnt. Die Markgrafen von Baden, denen der Ort unterstand, bauten ihn 1350 zu einer Festung (Burg Stein) aus. Örtlicher Adel waren die Herren vom Stein. 1490 erhielt Stein das Marktrecht. 1783 hob Markgraf Karl Friedrich in ganz Baden und damit auch in Stein die Leibeigenschaft auf.

### Königsbach
Königsbach wurde im Jahre 1252 erstmals urkundlich erwähnt. 1429 erhielten die Herren von Venningen Königsbach als Lehen vom Markgrafen Friedrich von Brandenburg. Im Juli 1622 wurde Königsbach während des Dreißigjährigen Krieges von kaiserlichen Truppen niedergebrannt. Die in die Kirche geflohenen Bewohner wurden dort ermordet. Um 1650 kam ein Teil des Ortes unter die Herrschaft der Markgrafen von Baden-Durlach.
1756 hob Markgraf Karl Friedrich durch einen Gnadenbrief die Leibeigenschaft auf. 1806 fiel auch der edelmännische Teil Königsbachs an das neu errichtete Großherzogtum Baden. 1863 erhielt Königsbach einen Bahnhof an der Strecke Bahnstrecke Karlsruhe–Mühlacker.
Der badische Revolutionär Friedrich Wilhelm Henninger war ab 1872 Pfarrer in Königsbach, wo er 1881 starb.

### Königsbach-Stein
Seit dem 25. Juni 1939 waren Stein und Königsbach dem neuen Landkreis Pforzheim zugeordnet. Nach dem Zweiten Weltkrieg wurden die beiden Orte 1945 Teil der Amerikanischen Besatzungszone und gehörten somit zum neu gegründeten Land Württemberg-Baden, das 1952 im jetzigen Bundesland Baden-Württemberg aufging. 1973 erfolgte die Kreisreform in Baden-Württemberg, bei der die Gemeinden zum Enzkreis kamen. Die Gemeinde Königsbach-Stein entstand am 1. Juli 1974 im Zuge der Verwaltungsreform durch Vereinigung der beiden Gemeinden Königsbach und Stein.

## Religion
Erasmus von Venningen führte die Reformation nach Martin Luther 1554 in Königsbach ein. Markgraf Karl führte in Stein die Reformation zwei Jahre später ein. Von 1699 bis 1938 existierte in Königsbach eine zeitweise große jüdische Gemeinde. Im Jahr 1875 waren mehr als 10 % der Bevölkerung jüdischen Glaubens. Bis zur Zerstörung in der Reichspogromnacht 1938 befanden sich in Königsbach eine Synagoge, eine jüdische Elementarschule sowie ein rituelles Bad. Den jüdischen Friedhof gibt es immer noch. 1957 wurde in Stein eine römisch-katholische Kirche gebaut, die insbesondere der geistlichen Versorgung der im Ort angesiedelten Heimatvertriebenen aus den deutschen Ostgebieten dient. In beiden Ortsteilen gibt es jeweils eine neuapostolische Gemeinde.

## Politik

### Gemeinderat
Der Gemeinderat in Königsbach-Stein besteht aus den 18 gewählten ehrenamtlichen Gemeinderäten und dem Bürgermeister als Vorsitzendem. Der Bürgermeister ist im Gemeinderat stimmberechtigt.
Die Kommunalwahl am 9. Juni 2024 führte zu folgendem Ergebnis.
| Parteien und Wählergemeinschaften | Parteien und Wählergemeinschaften           | % 2024  | Sitze 2024 | % 2019  | Sitze 2019 | Kommunalwahl 2024 %403020100 39,79 %15,39 %13,64 %10,78 %20,39 %n. k. % FWGrüneSPDCDUBLFDPGewinne und Verlusteim Vergleich zu 2019 %p 25 20 15 10 5 0 −5−10−15+2,11 %p−5,99 %p+0,10 %p−5,56 %p+20,39 %p−11,07 %pFWGrüneSPDCDUBLFDP |
| FW                                | Freie Wählervereinigung                     | 39,79   | 7          | 37,68   | 7          | Kommunalwahl 2024 %403020100 39,79 %15,39 %13,64 %10,78 %20,39 %n. k. % FWGrüneSPDCDUBLFDPGewinne und Verlusteim Vergleich zu 2019 %p 25 20 15 10 5 0 −5−10−15+2,11 %p−5,99 %p+0,10 %p−5,56 %p+20,39 %p−11,07 %pFWGrüneSPDCDUBLFDP |
| Grüne                             | Bündnis 90/Die Grünen                       | 15,39   | 3          | 21,38   | 4          | Kommunalwahl 2024 %403020100 39,79 %15,39 %13,64 %10,78 %20,39 %n. k. % FWGrüneSPDCDUBLFDPGewinne und Verlusteim Vergleich zu 2019 %p 25 20 15 10 5 0 −5−10−15+2,11 %p−5,99 %p+0,10 %p−5,56 %p+20,39 %p−11,07 %pFWGrüneSPDCDUBLFDP |
| SPD                               | Sozialdemokratische Partei Deutschlands     | 13,64   | 2          | 13,54   | 2          | Kommunalwahl 2024 %403020100 39,79 %15,39 %13,64 %10,78 %20,39 %n. k. % FWGrüneSPDCDUBLFDPGewinne und Verlusteim Vergleich zu 2019 %p 25 20 15 10 5 0 −5−10−15+2,11 %p−5,99 %p+0,10 %p−5,56 %p+20,39 %p−11,07 %pFWGrüneSPDCDUBLFDP |
| CDU                               | Christlich Demokratische Union Deutschlands | 10,78   | 2          | 16,34   | 3          | Kommunalwahl 2024 %403020100 39,79 %15,39 %13,64 %10,78 %20,39 %n. k. % FWGrüneSPDCDUBLFDPGewinne und Verlusteim Vergleich zu 2019 %p 25 20 15 10 5 0 −5−10−15+2,11 %p−5,99 %p+0,10 %p−5,56 %p+20,39 %p−11,07 %pFWGrüneSPDCDUBLFDP |
| BL-KS                             | Bürgerliste Königsbach-Stein                | 20,39   | 4          | –       | –          | Kommunalwahl 2024 %403020100 39,79 %15,39 %13,64 %10,78 %20,39 %n. k. % FWGrüneSPDCDUBLFDPGewinne und Verlusteim Vergleich zu 2019 %p 25 20 15 10 5 0 −5−10−15+2,11 %p−5,99 %p+0,10 %p−5,56 %p+20,39 %p−11,07 %pFWGrüneSPDCDUBLFDP |
| FDP                               | Freie Demokratische Partei                  | –       | –          | 11,07   | 2          | Kommunalwahl 2024 %403020100 39,79 %15,39 %13,64 %10,78 %20,39 %n. k. % FWGrüneSPDCDUBLFDPGewinne und Verlusteim Vergleich zu 2019 %p 25 20 15 10 5 0 −5−10−15+2,11 %p−5,99 %p+0,10 %p−5,56 %p+20,39 %p−11,07 %pFWGrüneSPDCDUBLFDP |
| gesamt                            | gesamt                                      | 100,0   | 18         | 100,0   | 18         | Kommunalwahl 2024 %403020100 39,79 %15,39 %13,64 %10,78 %20,39 %n. k. % FWGrüneSPDCDUBLFDPGewinne und Verlusteim Vergleich zu 2019 %p 25 20 15 10 5 0 −5−10−15+2,11 %p−5,99 %p+0,10 %p−5,56 %p+20,39 %p−11,07 %pFWGrüneSPDCDUBLFDP |
| Wahlbeteiligung                   | Wahlbeteiligung                             | 60,64 % | 60,64 %    | 59,96 % | 59,96 %    | Kommunalwahl 2024 %403020100 39,79 %15,39 %13,64 %10,78 %20,39 %n. k. % FWGrüneSPDCDUBLFDPGewinne und Verlusteim Vergleich zu 2019 %p 25 20 15 10 5 0 −5−10−15+2,11 %p−5,99 %p+0,10 %p−5,56 %p+20,39 %p−11,07 %pFWGrüneSPDCDUBLFDP |

### Bürgermeister
Bürgermeister ist seit 1. September 2012 Heiko Genthner.
| Name             | Partei    | Amtszeit  |
| ---------------- | --------- | --------- |
| Erich Hörrle     | CDU       | 1975–1990 |
| Bernd Kielburger | SPD       | 1990–2012 |
| Heiko Genthner   | parteilos | seit 2012 |

Als Nachfolger von Bernd Kielburger wurde am 22. Juli 2012 im zweiten Wahlgang Heiko Genthner gewählt, der sich gegen Oliver Deiß durchsetzte. Am 19. Juli 2020 wurde Heiko Genthner mit 56,93 % im Amt bestätigt.

### Wappen
Das neue Wappen der Gemeinde Königsbach-Stein wurde am 16. November 1992 verliehen. Das 1. Feld enthält den badischen Schrägbalken auf goldenem Grund und erinnert an die jahrhundertelange Zugehörigkeit Steins und eines Teils von Königsbach zur Markgrafschaft Baden. Feld 2 und 4 sind „redende“ Bilder für den Ortsnamen Königsbach, während Feld 3 sich ebenfalls „redend“ auf den Ortsnamen Stein bezieht. Der Wellenbalken kann auch als Symbol für den die Gemeinde durchfließenden Kämpfelbach angesehen werden.

### Partnerschaften
Die Gemeinde hat die Patenschaft für die Heimatvertriebenen aus der donauschwäbischen Gemeinde Batsch-Brestowatz übernommen.

### Gemeindeverwaltungsverband Kämpfelbachtal
Königsbach-Stein gehört dem Gemeindeverwaltungsverband Kämpfelbachtal an.

## Wirtschaft und Infrastruktur
Königsbach-Stein ist im Landesentwicklungsplan zusammen mit Remchingen als Unterzentrum ausgewiesen.

### Verkehr

#### Autobahnanbindung
- Bundesautobahn 8 Pforzheim-Nord und Pforzheim-West sind jeweils ca. 10 km entfernt.
- Bundesautobahn 5 Karlsruhe-Nord ist ca. 16 km, Bruchsal ca. 28 km entfernt.

#### Bahn- und Busanbindung
- Im Ortsteil Königsbach hält die Stadtbahnlinie S5 der Stadtbahn Karlsruhe nach Wörth beziehungsweise Pforzheim im 30-Minuten-Takt. Die Gemeinde ist hingegen in den Verkehrsverbund Pforzheim-Enzkreis integriert. Der Haltepunkt liegt an der Bahnstrecke Karlsruhe–Pforzheim–Mühlacker. Das Bahnhofsgebäude von 1865 wurde im Juli 2012 abgerissen, nachdem die zuständige Denkmalschutzbehörde zustimmte.[9]
- Busanbindung in Richtung Pforzheim

#### Radverkehr
Durch eine Alltagsroute aus dem Radnetz Baden-Württemberg ist Königsbach über Remchingen und Pfinztal mit Karlsruhe und in der anderen Richtung über Kämpfelbach (Bilfingen und Ersingen) und Ispringen mit Pforzheim verbunden.
Der Stromberg-Murrtal-Radweg führt als Landes-Radfernweg von Karlsruhe nach Gaildorf und verbindet damit den Rheinradweg mit dem Kocher-Jagst-Radweg. Er kommt über Pfinztal nach Königsbach-Stein, führt dort durch beide Teilorte und verläuft weiter über Neulingen (Göbrichen und Bauschlott) nach Maulbronn.

### Medien
- Einmal wöchentlich (donnerstags) erscheint das „Mitteilungsblatt der Gemeinde Königsbach-Stein“
- Der Internetauftritt der Gemeinde wurde im Landeswettbewerb „Internetdorf“ 2006 unter den „Top Ten“ ausgezeichnet.[11]
- Pforzheimer Zeitung

### Ansässige Unternehmen
Königsbach-Stein ist im Landesentwicklungsplan von Baden-Württemberg als Unterzentrum ausgewiesen und bietet Platz für viele mittelständische Unternehmen. Die von der Mitarbeiterzahl größten sind:
- Härter Werkzeugbau (Teil der Härter-Gruppe)
- Härter Stanztechnik (Teil der Härter-Gruppe)
- FELSS Maschinenbau
- FELSOMAT GmbH & Co. KG (Teil der Reishauer-Gruppe)
- IMO Oberflächentechnik
- RYBU GmbH – Blechverarbeitung, CNC-Laser-, Stanz- und Biegetechnik

### Behörden und Einrichtungen
Königsbach-Stein ist Sitz des Gemeindeverwaltungsverbandes Kämpfelbachtal.

### Bildung
Königsbach-Stein besitzt in jedem Ortsteil Kindergärten und eine Grund- und Hauptschule mit Werkrealschule. In Königsbach ist dies die Johannes-Schoch-Schule und in Stein die Heynlinschule. Bekannt ist auch das Bildungszentrum Westlicher Enzkreis mit dem Lise-Meitner-Gymnasium, der Willy-Brandt-Realschule und der Comenius-Förderschule. Zudem gibt es noch eine große Mehrzweck-Sporthalle.

## Kultur

### Sehenswürdigkeiten
Königsbach und Stein liegen an der Bertha Benz Memorial Route, von Mannheim nach Pforzheim.

#### Ortsteil Stein
- Altes Rathaus, ein Fachwerkbau aus dem 16. Jahrhundert
- Ortskern Stein mit vielen Fachwerkhäusern, darunter das Siglingensche Haus und das Gasthaus zum Sternen
- Stephanuskirche (erbaut zwischen 1460 und 1474)
- Storchenturm, Burgturm aus dem 16. Jahrhundert, der später als Gefängnisturm genutzt wurde
- Römischer Viergötterstein, um 100 n. Chr.; ca. 70 cm hohes Relief aus rotem Sandstein

#### Ortsteil Königsbach
- Altes Rathaus, ein Fachwerkbau aus dem 17. JahrhundertKönigsbach Epona Relief an der Nordwand der ehem. Kirchenburg

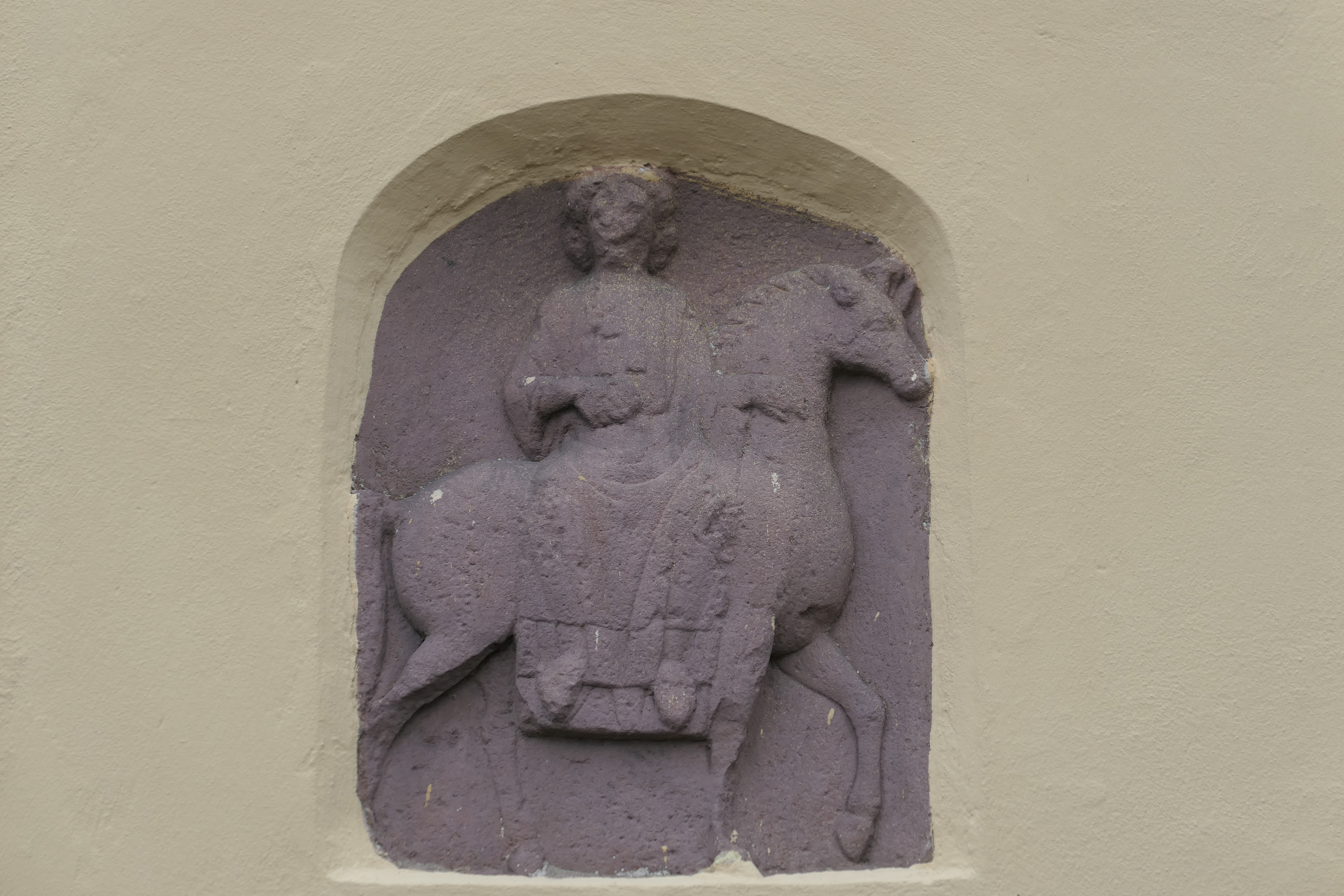
Königsbach Epona Relief an der Nordwand der ehem. Kirchenburg

- Evangelische Kirche in Königsbach (ehemalige Wehrkirche) die an der Stelle eines früheren römischen Kastells errichtet wurde. In der Nordwand befindet sich eine Reliefdarstellung der keltisch-römischen Pferdegöttin Epona. Archäologen sehen als Entstehungszeit des Reliefs das Ende des 2. oder Anfang des 3. Jahrhunderts an.Evangelische Kirche in Königsbach mit Epitaphien in lebensgroßen Darstellungen der Patronatsherren Nordwand derer von St. André mit Blattmaske[12]

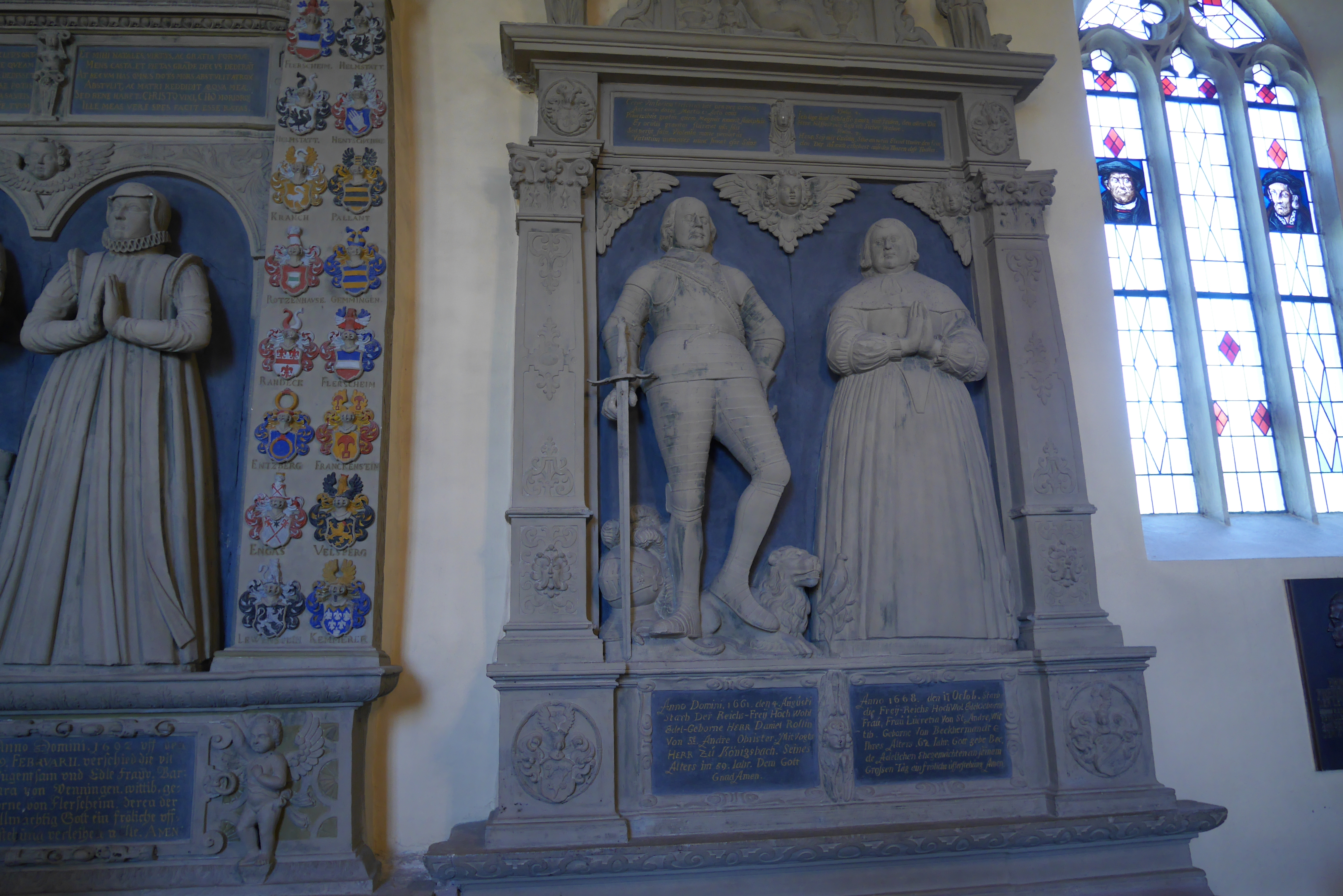
Evangelische Kirche in Königsbach mit Epitaphien in lebensgroßen Darstellungen der Patronatsherren Nordwand derer von St. André mit Blattmaske

- Schloss Königsbach der Freiherren von Saint-André
- Xerém do Erlon
- Jüdischer Friedhof von 1850 am Ende der Neubausiedlung in der Rhönstraße, mit Gedenkstein für die Opfer der NS-Diktatur[13]

### Museen
Im Ortsteil Stein wurde 1984 anlässlich der zehnjährigen Patenschaft der Gemeinde Königsbach-Stein über die Gemeinde Batsch-Brestowatz die Batsch-Brestowatzer Heimatstube eröffnet. Mittlerweile befindet sich das Heimatmuseum im Weinbrenner-Haus, Marktplatz 12. In den renovierten Räumlichkeiten sind zahlreiche Trachten, Werke Batsch-Brestowatzer Kunstmaler (u. a. Sebastian Leicht, Paul Lepold, Matthias Vogl und Schwester Antonia Moullion), Bücher, Dokumente, ein Original-Fluchtwagen sowie diverse Gerätschaften aus dem Alltag der Donauschwaben zu sehen. Öffnungszeiten:
Erster Sonntag im Monat von 11:00 bis 16:00 Uhr und nach Vereinbarung

### Sport

#### Schießsport
Sportlich bekannt ist Königsbach durch die Kleinkaliberschützen des KKS Königsbach, die in der Saison 1997/98 in die 2. Bundesliga Luftgewehr Süd aufgestiegen sind. Bis zur Saison 2013/14 startet der KKS Königsbach durchgehend in der 2. Bundesliga Luftgewehr Süd und gewann mehrfach die Meisterschaft. Bis zur Saison 2013/14 scheiterte die Mannschaft mehrfach in der Relegation zur 1. Bundesliga Luftgewehr. In der Saison 2013/14 gewann die Mannschaft des KKS Königsbach die Relegation und stieg in die 1. Bundesliga Luftgewehr auf. In der Saison 2014 starten 3 Olympiateilnehmer für den KKS Königsbach, u. a. Beate Gauss.
Der KKS Königsbach ist zudem für die intensive Jugendarbeit bekannt. Seit dem Jahr 2000 sicherten sich die Nachwuchsschützen des KKS Königsbach zahlreiche Titel bei den deutschen Meisterschaften. Zudem schafften es mehrere Nachwuchssportler in die Nationalmannschaft des Deutschen Schützenbunds und gewannen bei Europameisterschaften zahlreiche Titel.

#### Fußball
Im Fußball spielt der SV Königsbach und die TG Stein in der Kreisklasse A1 Pforzheim. Durch eine gute Jugendarbeit macht der SVK immer wieder auf sich aufmerksam. Von der A bis C Jugend gibt es immer wieder Teams in der Landes- bzw. Verbandsliga.

#### Sportkegeln
Beim Sportkegeln wurde 2003 sowohl die A-Jugend, als auch die B-Jugend des KV Königsbach Badischer Meister. Als höchstes Team spielt die 1. Mannschaft der SG Königsbach (Herren) momentan (2024/25) in der Landesliga 1. Jährlich findet am 1. Septemberwochenende ein Turnier für Sportkegelmannschaften – das Roland-Wälde-Turnier statt.

### Regelmäßige Veranstaltungen
- Jährlich veranstaltete der Sportverein Königsbach einen Rosenmontagsball in der Festhalle Königsbach.
- Jährlich am 30. April organisiert die Freiwillige Feuerwehr Abt. Königsbach auf dem Marktplatz das Maibaumstellen.
- Jährlich am 1. Mai findet in Königsbach das Maifest des Musikvereins Königsbach auf dem Königsbacher Marktplatz statt.
- Jährlich findet zum Maianfang das Bockbierfest des Musikvereins Stein auf dem Gelände des Obst- und Gartenbauvereins Stein statt.
- Jährlich finden in Stein im Juli die Ritterspiele statt.
- Jährlich abwechselnd findet am ersten Wochenende im September in Stein oder in Königsbach das Dorffest statt.
- Jährlich abwechselnd findet in Stein oder Königsbach am 1. Advent ein Weihnachtsmarkt statt.
- Alle zwei Jahre gibt es ein Public Viewing bei Fußball Europa- und Weltmeisterschaften.

## Söhne und Töchter der Gemeinde

### In Königsbach-Stein geborene Persönlichkeiten
Die Liste enthält eine Übersicht bedeutender, im heutigen Königsbach-Stein geborener Persönlichkeiten. Ob die Personen ihren späteren Wirkungskreis in Königsbach-Stein hatten oder nicht, ist dabei unerheblich. Viele sind nach ihrer Geburt weggezogen und andernorts bekannt geworden. Die Liste erhebt keinen Anspruch auf Vollständigkeit.
- Johannes Heynlin (1430–1496), Theologe
- Johannes Schoch (1550–1631), Renaissancebaumeister
- Ludwig Friedrich von Schmidt (1764–1857), evangelischer Theologe
- Friedrich Wenz (1875–1954), badischer Oberamtmann
- Eduard Seemann (1887–1945), Philologe und Bürgermeister von Stein
- Max Breunig (1888–1961), Fußballspieler und -trainer
- Albert Fessler (1908–1978), Kunstmaler und Kunstpädagoge
- Schlossherrin Baronin Olga-Marie Freifrau von Gemmingen-Guttenberg, geb. Freiin von Saint André (1916–1990)[16]

### Sonstige mit Königsbach-Stein verbundene Persönlichkeiten
Folgende Persönlichkeiten sind nicht in Königsbach-Stein geboren, haben aber dort gewirkt bzw. wirken dort.
- Sebastian Marka (* 1978), Filmregisseur und Filmeditor, in Königsbach-Stein aufgewachsen